# Иероглиф (альбом)
«Иероглиф» — третий студийный альбом рок-группы «Пикник», записанный и выпущенный в 1986 году. Это был первый альбом, с которым группа Эдмунда Шклярского получила наибольшую популярность. В это же время в состав вливается клавишник Сергей Воронин (экс-«Зеркало»). У группы «Пикник» появились концерты, на которые охотно приходили. Впоследствии альбом перезаписывается и в последующем переиздаётся новая, а не оригинальная версия данного альбома.
Существует также и самый первый вариант альбома, записанный в 1986 году в стенах Дворца Молодёжи, с ужасающим качеством звука. Однако данный альбом несколько разнится с виниловой версией. Так, трек «Остров» идёт 4 минуты и несколько отличается от виниловой версии. Впоследствии, из «винилового» варианта исключены треки «Инструментал», «Весна», «Пол и потолок», «Я почти итальянец», «Исчезнувшие надежды (Осень)». Весь альбом перезаписывается в лучшем качестве и к нему добавляются треки из двух предыдущих альбомов — «Ночь» (из альбома «Дым») и «Великан» («Танец волка»), с небольшим текстовым изменением.
Позже несколько песен магнитоальбома будут включены в альбомы: «Немного огня» (песня «Пол и потолок»), «Чужой» (песни «Весна» и «Осень»), «Говорит и показывает» (песня «Я почти итальянец»).
В 2004 году студия Grand Records выпустила новую версию этого альбома с единственным бонус-треком - ранее не издававшейся песней «Забери другого».
Осенью 2013 года альбом был переиздан без бонусов на виниловой пластинке музыкальным издательством «Бомба Мьюзик» в рамках «Синей серии» альбомов группы «Пикник».
Альбому «Иероглиф» был посвящён один из выпусков программы о легендарных альбомах русского рока «Летопись» на «НАШЕм радио».

## Список композиций

### «Иероглиф»
Слова и музыка — Эдмунд Шклярский
| №  | Название         | Длительность |
| -- | ---------------- | ------------ |
| 1. | «Остров»         | 4:52         |
| 2. | «Иероглиф»       | 6:16         |
| 3. | «Праздник»       | 4:52         |
| 4. | «Ты вся из огня» | 4:24         |
| 5. | «Ночь»           | 5:48         |
| 6. | «Телефон»        | 5:00         |
| 7. | «Пикник»         | 4:37         |
| 8. | «Великан»        | 3:07         |

### Магнитоальбом
| №   | Название                      | Длительность |
| --- | ----------------------------- | ------------ |
| 1.  | «Остров»                      | 5:21         |
| 2.  | «Иероглиф»                    | 4:00         |
| 3.  | «Праздник»                    | 3:05         |
| 4.  | «Пол и потолок»               | 2:03         |
| 5.  | «Телефон»                     | 4:24         |
| 6.  | «Весна»                       | 3:24         |
| 7.  | «Великан»                     | 5:00         |
| 8.  | «Пикник»                      | 4:16         |
| 9.  | «Ты вся из огня»              | 5:41         |
| 10. | «Я почти итальянец»           | 2:03         |
| 11. | «И.С.Бах. Прелюдия»           | 3:30         |
| 12. | «Исчезнувшие надежды (Осень)» | 3:53         |

## Участники записи
- Эдмунд Шклярский — музыка, слова, вокал, гитара, фортепиано (1, 8)
- Александр Савельев — гитара, акустическая гитара (2, 5, 8)
- Сергей Воронин — клавишные
- Юрий Ключанцев — клавишные, саксофон (6), скрипка (8)
- Виктор Евсеев — бас-гитара
- Вадим Пономарёв — ударные, драм-машина
- Звукорежиссёры виниловой версии: Александр Бороусов, Феликс Гурджи
- При записи использовалось очень много новой для той эпохи советского союза электронной техники, в частности секвенсор, компьютеры и первый сэмплер.

## Кавер-версии
- В 2003 году трек «Иероглиф» исполнила группа «Торба-на-Круче».
- В 2005 году проект «Rusta orchestra» записал регги-версию трека «Иероглиф».
- В 2011 году группа «Би-2» записала новую версию трека «Остров» с участием Эдмунда Шклярского.
- В 2016 году свою версию трека «Иероглиф» исполнила Татьяна Буланова.